# Kubaryia pilikia
Kubaryia pilikia es una especie de molusco gasterópodo de la familia Assimineidae en el orden de los Mesogastropoda.

## Distribución geográfica
Es endémica de Palau. 